# Дом културе Србобран
| Дом културе Србобран |                                |
|                      |                                |
| Оснивач:             | Општина Србобран               |
| Основан:             | 1966..                         |
| Седиште:             | Цара Лазара 6, Србобран Србија |
| Веб презентација     | https://dk-srbobran.rs/        |
| Контакт:             | 021 731 919                    |

Дом културе Србобран основан је 1966.године.
У склопу здања тадашњег културног центра налазила се библиотека ,биоскоп, народни универзитет и разноврсне секције. Народна библиотека се 1997.године одваја. 

## О културном центру
Традиционалне манифестације које нуди центар су:
- Ленкин прстен, додела књижевне награде за најлепшу љубавну песму. Манифестација инспирисана песмом коју је написао Лаза Костић -”Santa Maria della salute”, за коју је надахнуће била Ленка Дунђерски.
- Дани културне традиције
- Петровдански дани културе
- Зонска смотра ликовног стваралаштва аматера Војводине.[1]

Дом културе је добио награду “Искре културе” 1997. године за рад и допринос, коју додељује Културно-просветна заједница Војводине за допринос у развоју културе.